# 小駝獸屬
小駝獸（屬名：Oligokyphus）是種先進草食性犬齒獸類，生存於三疊紀晚到侏儸紀早期。小駝獸起初被認為是早期哺乳類，現在被分類於獸孔目，因為小駝獸仍保有退化的方骨-方軛骨關節，不是哺乳類的下頜附著方式。